# Esteve Terradas i Illa

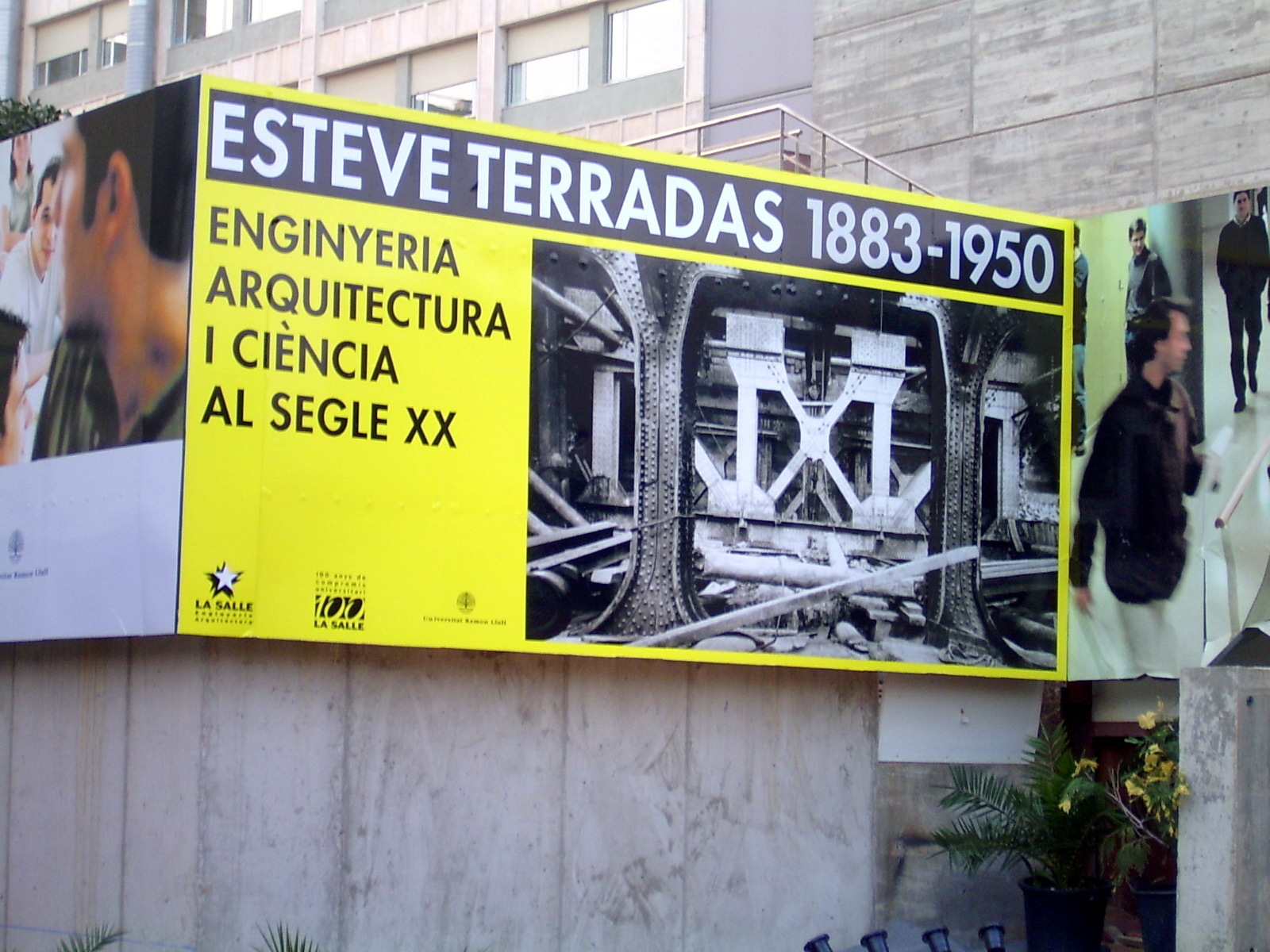
Cartell de l'entrada de L'Exposició en homenatge a Terradas a l'Escola d'Enginyeria i Arquitectura de la Salle (Barcelona) l'any 2004. La fotografia antiga del cartell, correspon a la construcció de la volta sota la plaça Catalunya, obra d'Esteve Terradas

Esteve Terradas i Illa (Barcelona, 15 de setembre de 1883 - Madrid, 9 de maig de 1950) fou un doctor català en Ciències Exactes i en Ciències Físiques; Enginyer de Camins, Canals i Ports; Enginyer Industrial (1909), entre moltes altres.
Fill de Marcel·lí Terradas i Domingo natural de Barcelona i de Leonor Illa i Navarro natural de L'Arboç. Estudià a Charlottenburg (Berlín), Barcelona i Madrid. Alumne prodigi, va ingressar a la universitat amb 15 anys. Es doctorà també en ciències exactes i físiques, l'any 1904, i fou professor de les universitats de Saragossa, Barcelona i Madrid. S'especialitzà en ciències físico-matemàtiques, publicà nombrosos articles sobre aquests temes i el 1909 llegí a l'Acadèmia de Ciències i Arts de Barcelona una memòria destacada: "Emisión de radiaciones por cuerpos fijos o en movimiento".
Fou catedràtic de Física matemàtica i anteriorment, d'Anàlisi Matemàtica, tercer curs (Equacions Diferencials), a la Universitat Central i, per oposició, d'Acústica i Òptica l'any 1907, Electricitat i Magnetisme i Mecànica Racional a la Universitat de Barcelona, i de l'última assignatura a la Universitat de Saragossa i de les Universitats de Buenos Aires i La Plata (Argentina) i Montevideo (Uruguai). L'any 1914 va guanyar la càtedra d'Automobilisme de l'Escola del Treball.
Va ser membre de la Reial Acadèmia Espanyola, Individu de número de la Reial Acadèmia de Ciències Exactes, Físiques i Naturals l'any 1911, de la Reial Acadèmia de Ciències i Arts de Barcelona (1909), i honorari de la de Medicina de la mateixa capital. També va ser distingit com a Doctor Honoris causa de les universitats de Buenos Aires, de Santiago de Xile i de Tolosa de Llenguadoc; membre honorari de l'Associació d'Enginyers Argentins, i de la Societat d'Enginyers del Perú entre moltes altres. L'any 1911 fou el primer president de la Societat Astronòmica de Barcelona.
Casat amb Maria Lluïsa Vía i Freixas (1887-1977) va ser pare de l'arquitecte Robert Terradas i Via. Va morir a Madrid, el 9 de maig de 1950.

## Pedagog i científic
També exercí una activitat pedagògica important. Publicà articles a la "Revista de la Academia de Ciencias", de Madrid, i al butlletí de l'Institut de Ciències de Barcelona. Fundà un seminari físico-matemàtic, on aplegà els científics més valuosos del seu temps. Fou membre fundador de la Secció de Ciències de l'Institut d'Estudis Catalans el 1911. També fou col·laborador de la Col·lecció Minerva, on publicà "El radi". Del 1912 al 1916 va publicar ressenyes d'activitats, publicacions i articles als Arxius de l'Institut de Ciències.
El 1919 fundà l'Institut d'Electricitat i Mecànica Aplicades i en fou director; també fou professor d'automobilisme de la secció d'electrotècnia de l'Escola del Treball.
Molt interessat per les teories dels quanta i de la relativitat, feu venir a Barcelona professors com Jacques Hadamard (1921), Hermann Weyl (1921), Arnold Sommerfeld (1922), Tullio Levi-Civita (1922) i Albert Einstein (1923), amb el darrer dels quals tingué converses científiques que complagueren molt el savi alemany, i altres, en el marc dels Cursos Monogràfics d'Alts Estudis d'Intercanvi promoguts per la Mancomunitat de Catalunya. Dirigí una sèrie de monografies científiques que eren una recopilació d'aquestes conferències i de pròpies i d'altres, com Julio Palacios, Julio Rey Pastor, Jacques Hadamard, entre d'altres, editades per l'Institut d'Estudis Catalans dins la sèrie "Cursos de Física i Matemàtica".
Com a resultat de la invitació de Terradas, Albert Einstein va visitar Barcelona entre el 22 i el 28 de febrer de 1923, com a part dels Cursos Monogràfics d'Alts Estudis i d'Intercanvi organitzats per la Mancomunitat de Catalunya i dirigits per Rafael de Campalans.

## Fotografia

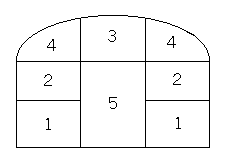
Mètode alemany: esquema d'avanç per galeries

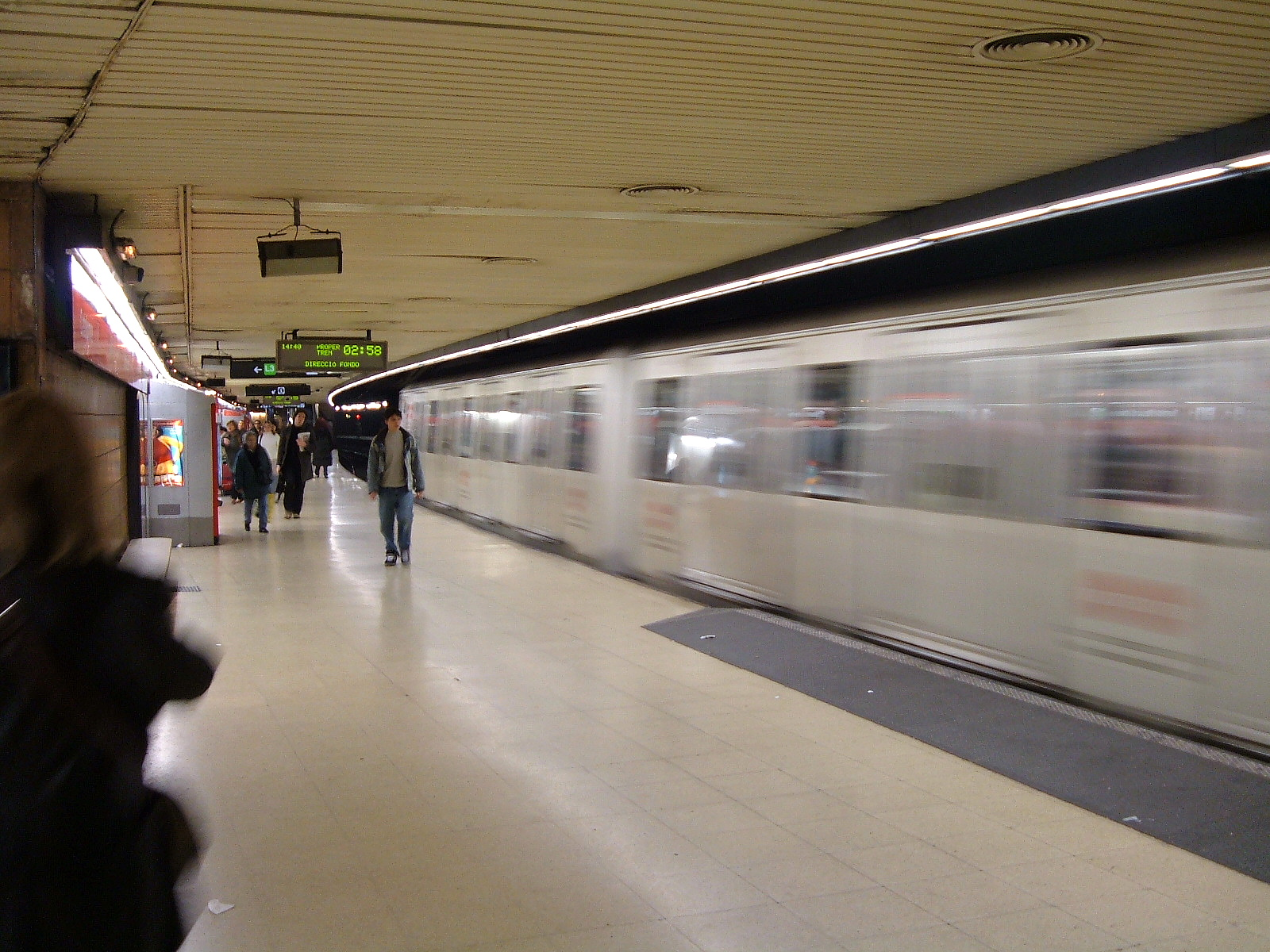
Estació del metro a plaça Catalunya (Barcelona), construïda per Terradas

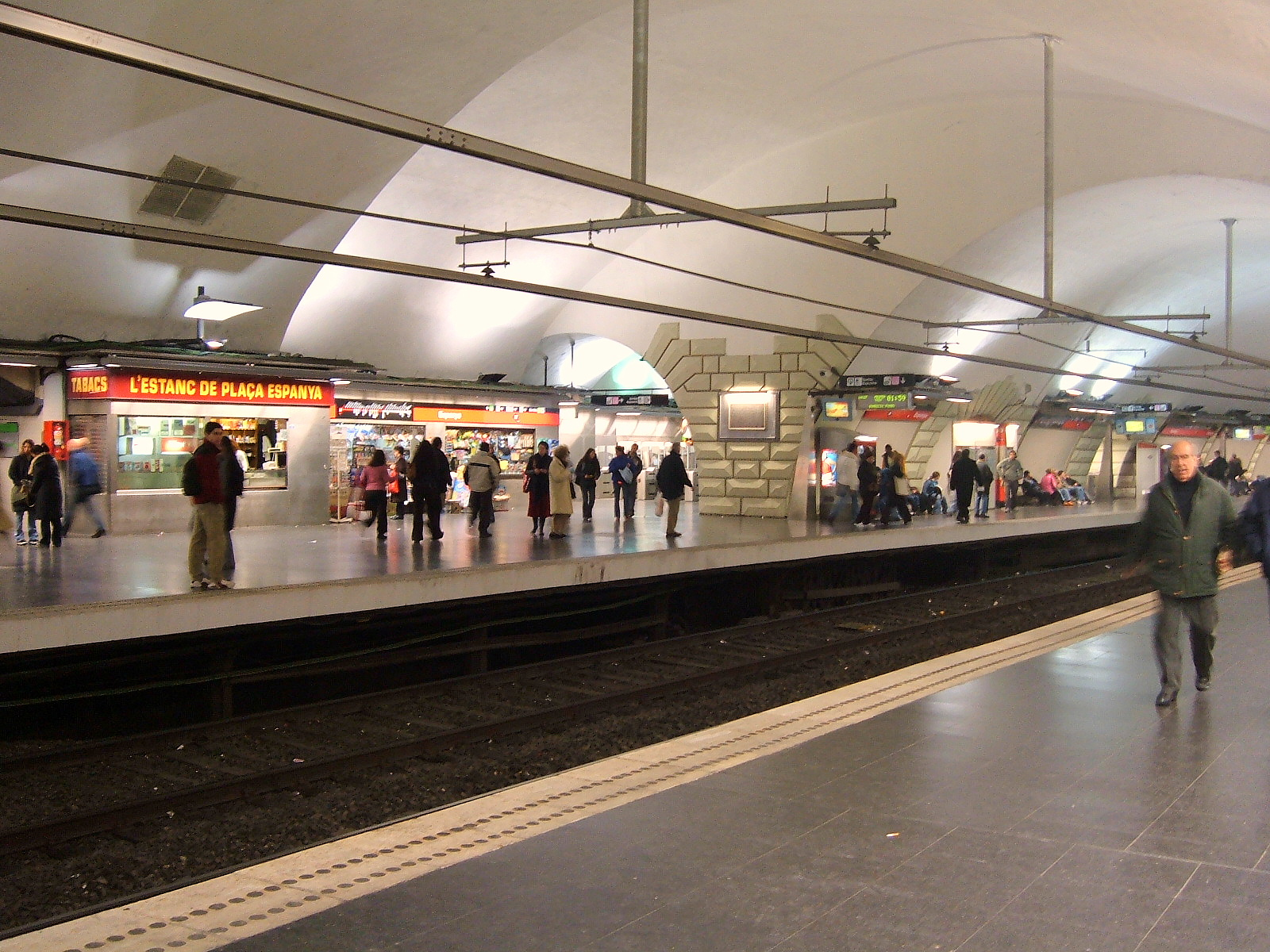
Parada del metro a plaça Espanya (Barcelona), on es pot apreciar la volta original, construïda per Terradas

S'interessà per la fotografia des del començament del segle xx. L'utilitzà tant per il·lustrar els seus treballs tècnics i científics, com a suport de la seva activitat professional, com a la seva vida personal, destacant els retrats i les fotografies dels seus viatges per Espanya, Europa i Sud-amèrica. L'Arxiu Històric Fotogràfic de l'Institut d'Estudis Fotogràfics de Catalunya conserva un fons fotogràfic format per 3.458 imatges(3.282 negatius + 176 positius) preses per Terradas entre 1910 i 1936.

## L'Obra de la Mancomunitat
El 1916 guanyà el concurs per ocupar la direcció de la Secció de Telèfons de la Mancomunitat de Catalunya, que havia de fer arribar el telèfon fins a tots el racons de Catalunya. L'any 1924 va instal·lar la primera central automàtica a Balaguer.
L'any 1918, Terradas va ser triat per dirigir la Secció de Ferrocarrils Secundaris de la Mancomunitat, que havia de descentralitzar el territori, tasca que no es va arribar a completar perquè el 13 de setembre de 1923 va esclatar la dictadura de Primo de Rivera.
També fou director d'obres dels Ferrocarrils de la Mancomunitat de Catalunya, dirigí (1923-25) i projectà la construcció del Ferrocarril Metropolità Transversal de Barcelona, inaugurat l'any 1926, i d'altres línies de ferrocarrils de Catalunya. En ell introduí al nostre país el mètode alemany de construcció de túnels.
Es diu que el president de la Mancomunitat de Catalunya, Josep Puig i Cadafalch, va encarregar-li un estudi sobre l'estabilitat de la volta de maó de pla, coneguda com a "Volta catalana", estudi que es conserva a l'arxiu de l'Institut d'Estudis Catalans.

## Conferències i publicacions
Feu conferències a diverses universitats sud-americanes i fou professor a les de Buenos Aires i Rio de la Plata (Uruguai) (1936-39). L'any 1929 dirigí la Companyia Telefònica Nacional d'Espanya. Guanyà a Madrid la càtedra d'equacions diferencials, de nova creació, l'any 1932. També fou membre del Consell Superior d'Investigacions Científiques des de la seva fundació, l'any 1940.
Publicà Els elements discrets de la matèria i la radiació (1910), Corrientes marinas (1941) i, en ingressar a la Real Academia de la Lengua Española, el volum Neologismos, arcaísmos en plática de ingenieros (1946). Com a enciclopedista és autor de nombroses entrades de l'Enciclopèdia Espasa com ara Aviació, Mecànica celeste, Lluna, Relativitat, Ferrocarril i Telefonia, entre moltes altres.

## Reconeixements
- Institut Nacional de Tècnica Aeroespacial Esteban Terradas (Torrejón de Ardoz)[13]
- Locomotora Esteban Terradas, al Museu del Ferrocarril de Ponferrada (Lleó).[14]
- Institut d'Educació Secundària Esteve Terradas a Cornellà de Llobregat.
- A l'estació de metro de plaça d'Espanya hi ha una làpida en llatí dedicada a Esteve Terradas pel seu treball de voltes catalanes de l'estació[15]